# Beraulo
Beraulo ist eine osttimoresische Siedlung im Suco Tohumeta (Verwaltungsamt Laulara, Gemeinde Aileu).

## Geographie und Einrichtungen
Der Weiler Beraulo liegt im Zentrum der Aldeia Tohumeta auf einer Meereshöhe von 752 m. Es ist Teil der Siedlungsanhäufung, die das Dorf Tohumeta bildet, dessen Zentrum nordwestlich angrenzt. Westlich befindet sich der Weiler Aisi. Nördlich liegt der Weiler Airunlalan.
In Beraulo befindet sich die kommunale Gesundheitsstation der Region.